# NGC 341
NGC 341 é uma galáxia espiral barrada (SBbc) localizada na direcção da constelação de Cetus. Possui uma declinação de -09° 11' 10" e uma ascensão recta de 1 horas, 00 minutos e 45,8 segundos.
A galáxia NGC 341 foi descoberta em 21 de outubro de 1881 por Édouard Jean-Marie Stephan.